# 나비 (2004년 영화)
나비(蝴蝶, 호접, Butterfly)는 홍콩에서 제작된 얀 얀 막 감독의 2004년 드라마 영화이다. 차완완 등이 주연으로 출연하였고 리샤오루 등이 제작에 참여하였다.

## 출연

### 주연
- 차완완
- 조시 호
- 갈민휘
- 증강
- 전원
- 장조만

## 제작진
- 미술: 진사근